# 友誼口岸
友誼國際口岸（越南语：／）是越南的一個國際口岸，位於越南諒山省同登社，為與中國接壤之邊境公路口岸，對接中國廣西壯族自治區崇左市憑祥市境內的友誼關口岸。是中國南寧至越南河內的高速公路中轉站、中越經貿關係發展的關鍵橋樑。友誼口岸越南側為1116號界碑，中國側為1117號界碑，均為大型界碑，刻有兩國國徽。
友誼口岸是越南1號國道的起點，南距諒山市17公里，西南距河內市171公里。

## 名稱
自西漢始建時曾被稱為雞陵關、大南關、界首關、南關。
1953年更名為睦南關，1965年越南側更名為友誼國際口岸。
2008年12月22日上午，越南外交部、諒山省人民委員會在友誼口岸舉行了越南-中國邊境1116號界碑奠基儀式，這亦為越中邊境所立最後界碑之一。

## 活動
友誼口岸目前由諒山省同登-諒山口岸經濟區管理辦公室下轄的寶林-友誼口岸管理中心運營。
友誼口岸是中越兩國高層領導就兩廊一圈達成協議所主張建設的南寧-諒山-河內-海防經濟走廊線路的重點，南寧-新加坡經濟走廊帶的重要位置，在中國-東協關係中扮演重要角色。
每年越南友誼口岸-中國友誼關口岸間有3萬次貨物車輛（未包括在口岸區域進行交收貨的各類運輸車輛），有4至5萬次站口岸區域旅客的車輛。諒山海關局平均為每年10萬件貨物進出口貨物報關單辦理手續。

## 建設規劃
同登-諒山口岸經濟區管理辦公室、高祿縣人民委員會、同登市鎮人民委員會已確定並公佈友誼國際口岸實地建設規劃紅線，總建設面積為124畝，包括1號國道0公里碑、出入境通道、出入境管理大樓、國門、商業交易區、中心廣場，總預算投資額超過7,890億越南盾。
友誼口岸總體規劃區域分為兩個功能區域，其中對外區域為六車道道路，中心區域集中佈置為口岸主體工程和交通系統兩個獨立通道，用於旅客出入境和貨物進出口。
友誼口岸文化歷史建築是教堂、生祠、水井、總鎮關營、鎮隘關殿等帶有越南邊疆地區歷史印記的歷史建築之再現。